# Ghazal Hakimifard
Ghazal Hakimifard (en persan : غزل حکیمی‌فرد) est une joueuse d'échecs iranienne née le 14 avril 1994 à Téhéran, en Iran. Elle est affiliée à la Fédération suisse des échecs depuis 2020.

## Championne d'Iran
En 2007, Ghazal Hakimifard remporte la médaille de bronze au Championnat d'Asie d'échecs de la jeunesse dans la catégorie des filles de moins de 14 ans. Elle est plusieurs fois sur le podium du championnat d'Iran d'échecs féminin : première en 2010, troisième en 2011 et deuxième en 2012.

## Compétitions par équipe

### Résultats lors des olympiades d'échecs féminines
Ghazal Hakimifard joue pour l'Iran lors des olympiades d'échecs féminins :
- En 2010, à l'échiquier de réserve lors de la 39e olympiade d'échecs à Khanty-Mansiysk, en Russie (5 victoires (+), 5 matchs nuls (=), deux défaites (-)),
- En 2012, au quatrième échiquier lors de la 40e Olympiade d'échecs à Istanbul, en Turquie (+6, = 2, -0),
- En 2014, au quatrième échiquier lors de la 41e Olympiade d'échecs à Tromso, en Norvège (+5, = 0, -2),
- En 2016, au quatrième échiquier lors de la 42e Olympiade d'échecs à Bakou, en Azerbaïdjan (+5, = 4, -1)[6].

### Résultats lors des championnats d'échecs d'Asie par équipe
Ghazal Hakimifard joue pour les équipes d'Iran et Iran 2 lors des championnats d'échecs d'Asie par équipe féminines  :
- En 2005, au premier échiquier de réserve lors du 4e championnat d'Asie d'échecs par équipe à Ispahan, en Iran (+2, = 1, -1). Son équipe remporte la médaille de bronze à cette occasion
- En 2014, au quatrième échiquier lors de la 8e Coupe d'Asie d'échecs des nations féminine qui a eu lieu à Tabriz, en Iran (+0, = 2, -1). Son équipe remporte la médaille de bronze par équipe.

### Résultats lors des jeux asiatiques
Ghazal Hakimifard joue pour l'équipe féminine nationale lors des Jeux asiatiques :
- En 2010, au quatrième échiquier lors des 16e Jeux asiatiques à Guangzhou (+2, = 2, -1).

## Titres internationaux
En 2011, Ghazal Hakimifard reçoit le titre de maître international féminin (MIF). En 2016, elle devient Grand maître international féminin (GMF).

## Crédit d'auteurs
- (en) Cet article est partiellement ou en totalité issu de l’article de Wikipédia en anglais intitulé « Ghazal Hakimifard » (voir la liste des auteurs).